# San Marcos
San Marcos là một khu tự quản thuộc tỉnh Carazo, Nicaragua. Khu tự quản San Marcos có diện tích 118 ki lô mét vuông. Đến thời điểm năm 2005, huyện San Marcos có dân số 29019 người.